# Maciej Czyżowicz
Maciej Czyżowicz   (Szczecin, 28 de gener de 1962) és un pentatleta modern polonès, ja retirat, guanyador d'una medalla olímpica.
El 1988 va prendre part en els Jocs Olímpics d'Estiu de Seül, on disputà dues proves del programa de pentatló modern. Destaca la novena posició en la competició per equips. Quatre anys més tard, als Jocs de Barcelona, tornà a disputar dues proves del programa de pentatló modern. En la competició per equips, juntament amb Arkadiusz Skrzypaszek i Dariusz Goździak, guanyà la medalla d'or, mentre en la prova individual fou dinovè. El 1996, a Atlanta, disputà els seus tercers, i darrers, Jocs Olímpics. Aconseguí la vint-i-setena posició en la prova individual.
En el seu palmarès també destaquen set medalles en el Campionat del Món de pentatló modern, dues d'or, tres de plata i dues de bronze, entre el 1990 i el 1996, així com una medalla de plata al Campionat d'Europa de 1991.
Posteriorment marxà a viure als Estats Units, on guanyà el campionat nacional d'esgrima en la modalitat d'espasa en tres ocasions i on va crear una acadèmia d'esgrima.